# 澤田姬
澤田姬（日语：／ Hime Sawada，11月16日—）是日本的女性聲優，東京都出身。EARLY WING所屬。

## 經歷
2022年9月，漫畫改編動畫《白聖女與黑牧師》公佈主要角色聲優陣容，其中主角之一賽西莉亞的聲優是澤田姫，是她第一部被選為主角的作品。

## 演出作品
※粗體字為主要角色。

### 電視動畫
2023年
- 白聖女與黑牧師（賽西莉亞[3]）
- 靠著魔法藥水在異世界活下去！（露西）

2024年
- 蔚藍檔案 The Animation（傭兵工）

2025年
- 公爵千金的家庭教師（蒂娜·霍華德[4]）

時期未定
- 魔法少女育成計畫restart（小原原[5]）

### 遊戲
2020年
- 22/7 音樂的時間（椎名紅葉）

2022年
- 動物朋友3（西表山貓）

2023年
- 碧藍航線（四萬十）

## 外部連結
- EARLY WING官方網站的聲優簡介 （页面存档备份，存于）（日語）
- 澤田姬的X（前Twitter）（日語）
- 澤田姬的Instagram帳戶（日語）